# Лиса Ангър
Лиса Ангър (на английски: Lisa Unger) е американска писателка на произведения в жанра трилър и криминален роман.

## Биография и творчество
Лиса Ангър е родена на 26 април 1970 г. в Ню Хейвън, Кънектикът, САЩ. Израства в Холандия, и в Англия, а като тийнейджърв Лонг Вали, Ню Джърси и в Уошинтън, окръг Морис, Ню Джърси. След завършване на гимназията се премества в Ню Йорк, Завършва през 1992 г. Новото училище за социални изследвания. След дипломирането си работи в Ню Йорк в издателската дейност.
Омъжва се за Джеф Ангър, след което напуска работата си и се преместват във Флорида. В продължение на година работи по първия си роман.
Първият ѝ роман „Ангелски огън“ (Angel Fire) от поредицата „Лидия Стронг“ е издаден през 2002 г. под моминското ѝ име – Лиса Мисионе.
Произведенията на писателката често са в списъците на бестселърите. Те са преведени на над 25 езика по света.
Лиса Ангър живее със семейството си във Флорида и Ню Йорк.

## Произведения

### Самостоятелни романи
- Black Out (2008)
Несвяст, изд.: ИК „Колибри“, София (2008), прев. Павел Главусанов
- Die for You (2009)
- Heartbroken (2012)
- Inherit the Dead (2013) – с Лий Чайлд, Мери Хигинс Кларк, Джон Конъли, Шарлейн Харис, Джонатан Сантлоуфър и Ч. Дж. Бокс
- The Red Hunter (2017)
- Under My Skin (2018)
- The Stranger Inside (2019)
- Confessions on the 7:45 (2020)
Признания във влака, изд.: ИК „Бард“, София (2023), прев. Милена Илиева
- Last Girl Ghosted (2021)

### Серия „Лидия Стронг“ (Lydia Strong)
1. Angel Fire (2002)
2. The Darkness Gathers (2003)
3. Twice (2004)
4. Smoke (2005)

### Серия „Ридли Джоунс“ (Ridley Jones)
1. Beautiful Lies (2006)
2. Sliver of Truth (2007)

### Серия „Кухините“ (The Hollows)
1. Fragile (2010)
2. Darkness, My Old Friend (2011)
3. In the Blood (2014) – награда Silver Falchion
4. Crazy Love You (2015)
5. Ink and Bone (2016)

### Серия „Шепот“ (Whispers)
1. The Whispers (2014)
2. The Burning Girl (2015)
3. The Three Sisters (2015)
4. The Whispering Hollows (2016)

### Серия „Къща на врани“ (House of Crows)
1. All My Darkest Impulses (2021)
2. Fog Descending (2021)
3. Circling the Drain (2021)
4. Love the Way You Lie (2021)

### Участие в общи серии с други писатели

#### Серия „Тъмни ъгли“ (Dark Corners Collection)
2. The Sleep Tight Motel (2018)
от серията има още 6 романа от различни автори

#### Серия „Тишина“ (Hush)
6. Let Her Be (2020)
от серията има още 5 романа от различни автори